# 伐採

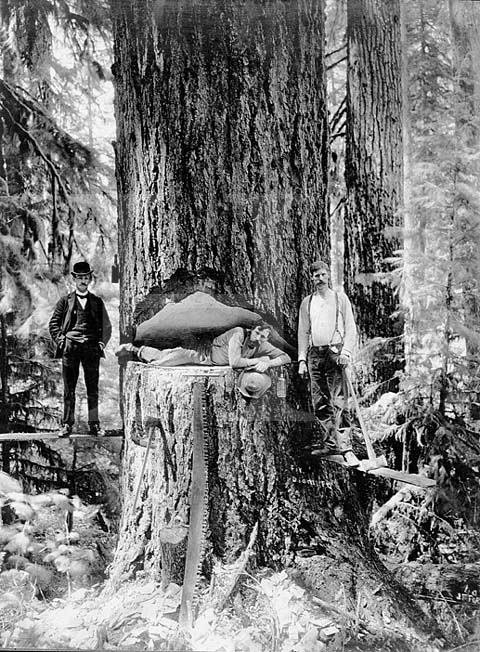
アメリカ合衆国での伐採風景（20世紀初頭）

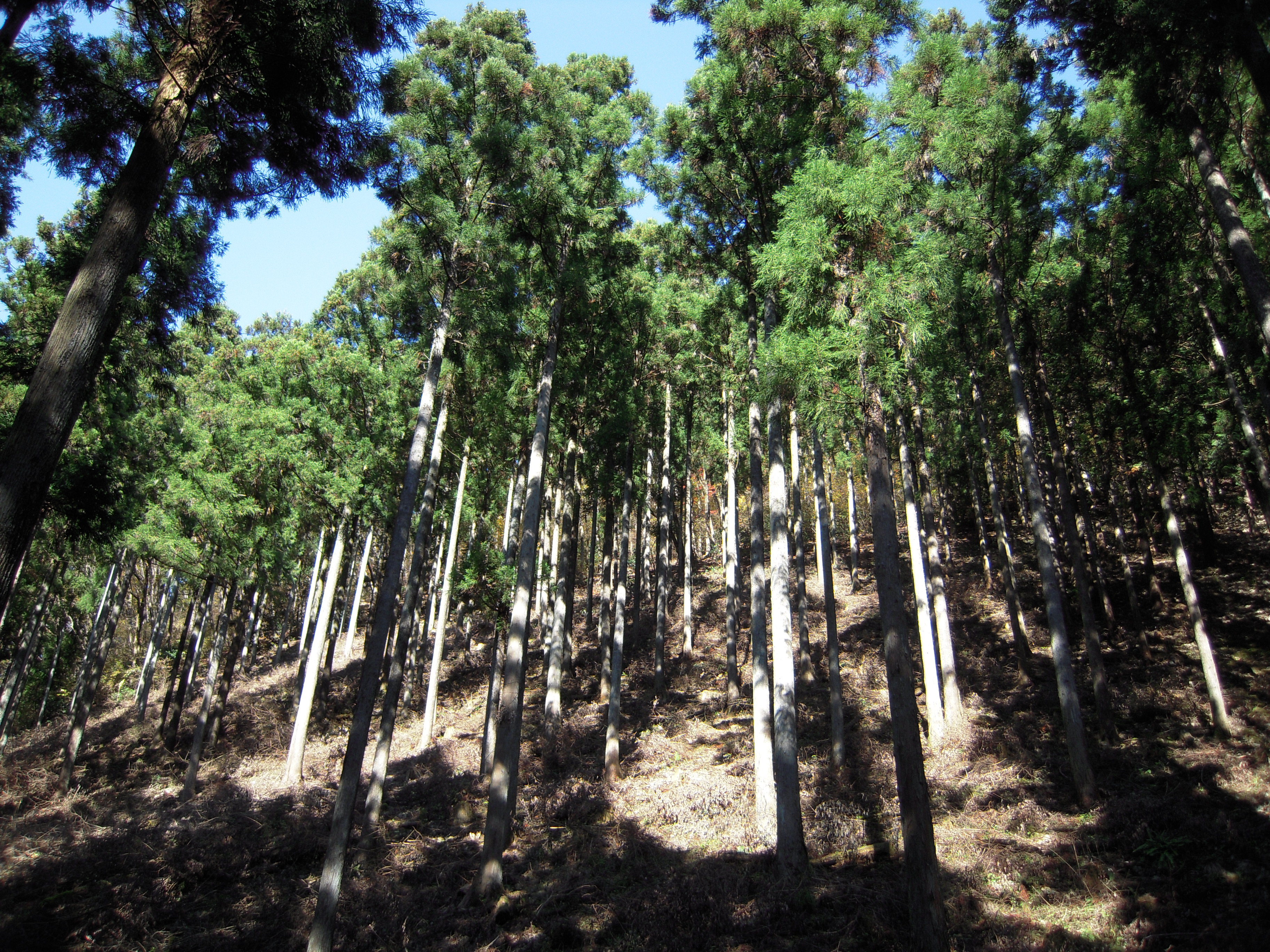
間伐展示林（東京都あきる野市）

伐採（ばっさい）は、森林の木竹を伐り倒すことであり、通常は丸太を生産する行為をいう。林業における伐採の種類には主伐（しゅばつ）、間伐（かんばつ、Thinning）、除伐（じょばつ）、皆伐（かいばつ）、択伐（たくばつ）がある。
過剰な伐採により森林の維持・回復が困難になる現象については「森林破壊」を参照。

## 伐採の方法
チェーンソーが登場するまでは斧と鋸で木を切り倒していた。
木を倒す側に斧で幹に三角の切り込みを入れ、反対側から斧または鋸で切り倒す。切り倒す方向を調節したり木の重みで鋸が挽けなくならないよう切り口に差し込む道具を矢という。
このほか伐採の機械にハーベスター（高性能林業機械）がある。
斧、チェーンソーを用いて、立ち木を伐採する職業やその手法については「樵#伐採作業」を参照。

## 主伐
主伐は、森林の樹木を収穫するために伐採すること。林業の主たる収入の源泉。皆伐と択伐がある。樹冠が高く利用価値のある上層木を伐採する上層伐採である。

### 皆伐
皆伐は、対象となる区画にある森林の樹木を全て伐採すること。主伐の一手法。
皆伐は、伐採のための経費が少なくてすむことから、収入をより多くするためには合理的な方法であるが、周囲の環境に与える影響が大きいことから、近年は区画の面積を小さくして環境への負荷を軽減するようになっている。
なお、日本においては昭和中期までの植林における伐採は、尾根筋を大きく残すもので、皆伐であっても山肌一面を裸にするような施行は行わなかったようである。

### 択伐
択伐は、対象となる区画から伐期に達した木など一定の基準で樹木を選び、適量ずつ数年から数十年おきに抜き切りして、林内での更新を図ること。
対象となる林分からその成長量分に該当する材積以内の木を伐採するという手法で行なわれることから、持続的な林業経営が行なえる。一方、伐採量の決定が困難である。
また、10 - 20 %程度の本数率で伐採することもあり、残された樹木はそのまま育成され、一定年数後に同様に択伐が繰り返される。
なお、伐採により大きな空き地が生じた場合には、苗木が植栽されることもある。
一般に、択伐は狙った特別な樹木のみを切り、それ以外の樹木は切らないので森林への影響は小さいと考えられる。そのため、刈り跡に新たな樹木が生長すれば、手をつけたことがわからない場合もあり得る。いわゆる原生林といわれる森林においても、実際にはこのような過程があるものが含まれる（人工林や天然林の）可能性があり、注意を要する。
なお、環境に考慮して道路を開設しないと、このような判断は正しいとは言えない例がある。たとえば熱帯多雨林の荒廃の一因に択伐があり、この場合、ある樹木に機械を運んで近づけるため、重機が通る幅で周囲を切り倒して進むことになり、1本の木を切るために広い面積の森林を荒廃させている。
ドイツなどでは木材が立ち木の状態のまま販売されることもあるが、森林1ヘクタール分の木に番号を付け、樹種や成長具合、虫の生態などをマーテルスコープに記録して、木の価値をより慎重に見積もる手法も開発されている。

## 間伐

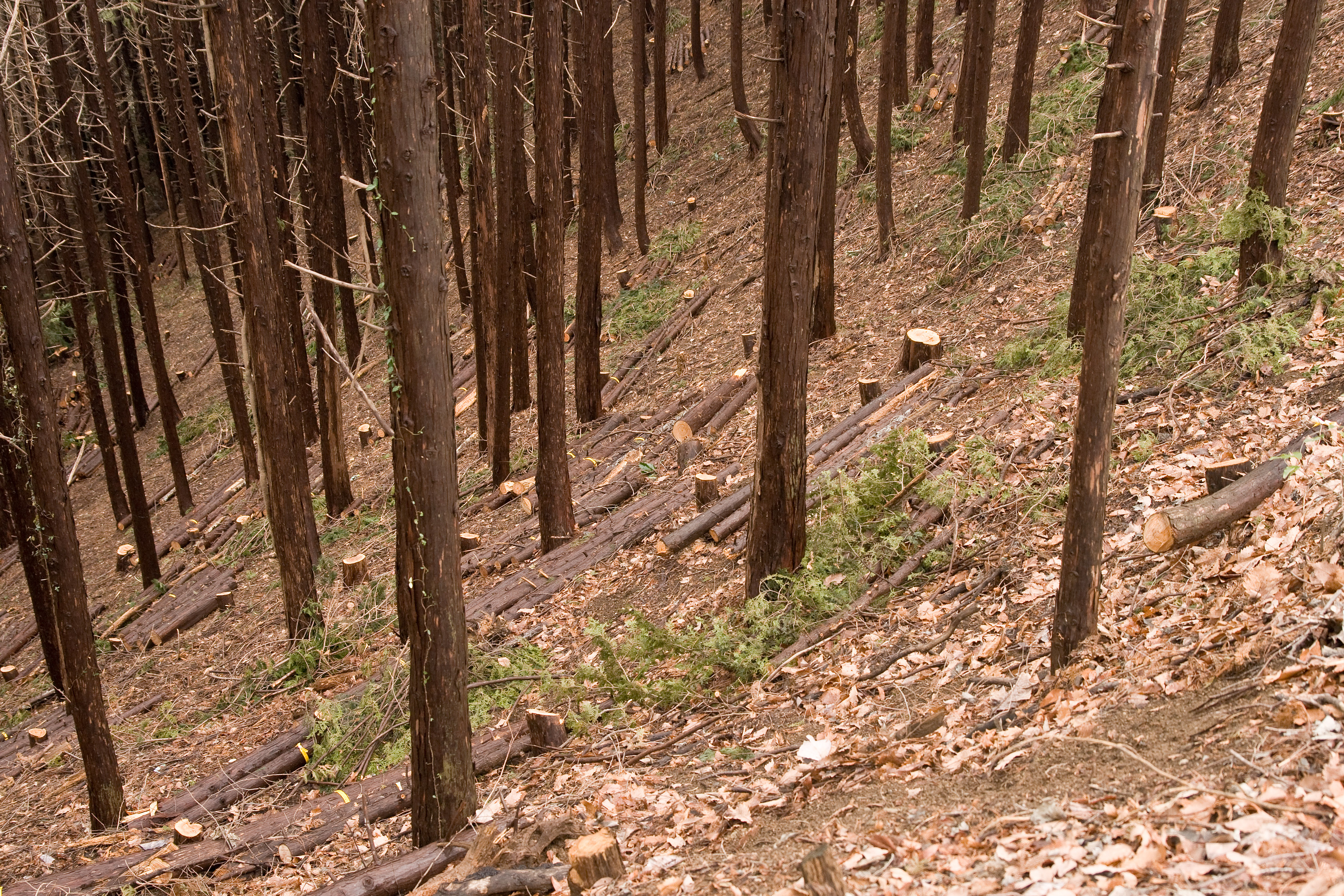
間伐後のスギ林（神奈川県相模原市）

間伐は、樹木の生長に伴って混み合ってきたが主伐には至らない森林で、樹木の生育を促すために間引くための伐採である。森林の荒廃を防ぐことで自然環境を守る事、林業では長期的な収入を得る事を目的とする。また、林床に太陽光線が届くようになり、日当たりが改善する事で下草が生育しやすい環境ができる。このため、土壌の流出防止にも繋がることから、土砂災害防止のためにも重要視される保育作業である。
日本国内の人工林は太平洋戦争終戦前後に政策的に植えられたスギやヒノキが多く、2010年代には伐採期を迎えている。人工林や里山など人の手が入った天然林で行われる。樹木相互の競争に負けた劣勢木や入皮が生じた木などを中心に伐採し、将来木材としての利用価値が高いと思われる樹木を残すなどする定性間伐と、伐採経費を抑えるために機械的に一定量を伐採する定量間伐とに大別される。
そんな中でいわゆる「放置林」の増加による森林の荒廃が深刻化しており、安価な輸入木材の流入に伴う価格下落から、採算が合わずに森林管理が行き届かない地域が増えている。
必要な時期に間伐を行わない場合、材質が低下し製品としての価値が無くなるばかりでなく、森林全体が不健康となり、森林の持つ公益的機能が十分に発揮されないおそれが生ずる。間伐を行わないことにより、細く弱い木が林立してしまった状態は「線香林」「もやし林」と呼ばれる。こうなると日光が下まで届かなくなり、下草が生えなくなるため保水力が低下し、ちょっとした風雨で木は倒れ、表土が流出しやすくなる。さらに、線香林化してから無理な間伐を行うと、残った木も自然災害で全滅しかねないため、こうなってしまうと小規模な間伐を少しずつ行うしかなくなる。
そのための方法として、いくつかの列を作り、その部分の木をまとめて伐採する「列状間伐」や、木を伐採せず皮を剥いて立ち枯れさせる「巻枯らし間伐」、表皮を剥がして水分を抜くことで1年ほどで枯れさせる「皮むき間伐」などが実施されている。皮むき間伐は、表皮にナタや竹ベラで切れ目を入れてめくれた部分を人力で引っ張るだけなので重機を必要とせず、水分量が少なくなった後は軽いため簡単に運び出すこともできる。
日本においては、温暖化ガスである二酸化炭素を吸収する森林の機能を維持・拡大する目的もあって森林の間伐等の実施の促進に関する特別措置法（間伐等特措法）が制定されている。

## 除伐
除伐は、将来にわたって育成することを目指すもの以外の種類の樹木の伐採。農における除草に相当。間伐と異なり、目的とする樹木の生長を促すためだけでなく、森林を管理する上で支障となる樹木を除去する側面もある。しかし近年では、生物多様性や環境保全の観点から、目的の樹木でなくても残す方法が認知されつつある（針広混淆林）。

## 本数調整伐
本数調整伐は、日本独自の用語。主として治山事業において行なわれる伐採の名称であり実際の施業は間伐に酷似するが、主目的が当該保安林機能の維持増進である。